# Fábrica de Tecidos Carlos Renaux
A Fábrica de Tecidos Carlos Renaux foi fundada em 11 de março de 1892, teve sua origem com oito teares manuais, instalados dentro do depósito de mercadorias do comerciante Carlos Renaux e, para a sua fundação, ele se associou ao agricultor e comerciante Augusto Klappoth e a Paul Hoepcke, também comerciante, com atuação em Nossa Senhora do Desterro (atual Florianópolis).
A chegada de tecelões provenientes da região têxtil de Lodz, na Polônia, foi decisiva para a implantação da indústria têxtil em Brusque, pois eles detinham o conhecimento de ofício de transformar fios de algodão em tecido. Os tecelões haviam emigrado para o Brasil por causa das más condições de trabalho e por constituírem uma minoria étnica, pois eram na sua maioria de origem alemã vivendo na região da Polônia sob o domínio russo e sofrendo diversas restrições de ordem política e social.
Ao se estabelecerem na região, os tecelões receberam lotes impróprios para a prática da agricultura e, por não possuírem experiência agrária anterior, se viram impelidos a aceitar o trabalho assalariado no empreendimento têxtil. Os tecelões de Lodz eram  Karl Gottlieb Petermann (esposa e três filhos menores); Gottlieb Tietzmann (e família); Franz Kreibich (e família); Wilhelm Jakowsky (e família); Julius Hacke; Alvin Schaffel; Eduardo Franz; Gustav Schlösser (esposa e três filhos menores Hugo, Adolfo e Carlos), vindo apenas em 1896, diretamente para a Vila. 
Em 1918 a empresa foi transformada em uma sociedade anônima, sob o nome de Fábrica de Tecidos Carlos Renaux S.A., tendo os filhos e filhas de Carlos Renaux, e respectivos sogros, como acionistas. Seu filho Otto Renaux foi eleito presidente. O professor Erich Arnold von Buggenhagen, na sua obra História Econômica do Município de Brusque, informa que no ano de 1935 a Fábrica de Tecidos Carlos Renaux S.A. possuía em três unidades fabris, 294 teares e 649 trabalhadores, com um porcentual de 22,50 por cento do total da mão-de-obra empregada no ramo têxtil no estado catarinense. A Segunda Guerra Mundial, de modo geral, propiciou prosperidade para a indústria têxtil de Brusque.
Até o final da década de 1940, a empresa instalou em Brusque a primeira unidade na região capaz de girar o fio penteado. Nos anos 60, uma nova etapa evolutiva que empregava tecnologia de resinas sintéticas foi introduzida para a produção de tecidos de algodão à prova de rugas. Com a abertura de seu capital, as ações da corporação começou a ser negociadas na Bolsa de Valores de São Paulo.
Em 15 de julho de 2013, a Fábrica de Tecidos Carlos Renaux teve falência decretada, encerrando uma história de 121 anos.